# Ein himmlischer Liebhaber
Ein himmlischer Liebhaber (Originaltitel: Chances Are) ist eine US-amerikanische Fantasy-Filmkomödie aus dem Jahr 1989. Regie führte Emile Ardolino, das Drehbuch schrieben Perry Howze und Randy Howze.

## Handlung
Der junge Bezirksanwalt Louis Jeffries wird 1964 von einem Auto überfahren und stirbt.  Allerdings schafft er es trickreich, wiedergeboren zu werden, bevor er ein Engel wird.
23 Jahre später hat Jeffries Witwe Corinne ihren Mann noch immer nicht vergessen und blockt alle Versuche einer neuen Liaison ab. Auch die Philip Trains, Louis‘ bestem Freund, der Corinne seit damals begehrt und Corinnes (und Louis) Tochter Miranda wie seine eigene aufgezogen hat.
Die an der Yale University studierende Miranda lernt dort den Bibliothekar Alex Finch kennen, welcher selbst hier Student und kurz vor dem Abschluss ist. Finch, der Journalist werden möchte und zu diesem Zweck nach seinem Abschluss nach Washington, D.C. reist, gelangt mit einem Trick zwar bis zum berühmten Ben Bradlee durch, wird von diesem aber zunächst höflich abgewiesen. In dieser Situation kreuzen sich Alex‘ und Philips Wege, welcher ihn zunächst im Auto mitnimmt und dann zu den Jeffries einlädt. Nicht nur trifft Alex dort Miranda wieder, welche den Uni-Flirt daraufhin vertiefen möchte, sondern auch ihre Mutter Corinne. Im Laufe des Abends, bei welchem Alex sich außergewöhnlich skurril verhält, kommen diesem immer wieder Flashbacks an ein früheres Leben, aus welchen er letztlich und erschrocken schließt, er ist der (wiedergeborene) Louie Jeffries.
Für Finch beginnt nun ein amouröse Zwickmühle: zum einen blockt er Mirandas Annäherungsversuche brüsk ab, da sie seine (Louies) Tochter ist, zum anderen konfrontiert er Corinne, er sei ihr zurückgekehrter Ehemann. Diese hält ihn für verrückt, doch als Alex/Louie Corinne Dinge erzählt, die nur ihr verstorbener Gatte wissen kann, ist sie überzeugt und beide beginnen eine Liebschaft.
Bei einer solchen überrascht Philip die beiden im Glauben, Alex sei bloß ein Gold-digger. Überzeugenden Worten beider, Alex sei Louie, schenkt er keinen Glauben und beginnt sich mit Alex/Louie zu prügeln. Dabei wird Philip niedergeschlagen, worauf Corinne Alex aus dem Zimmer schickt. Einer Ahnung folgend arrangiert Alex es anschließend so, dass Corinne und Philip sich küssen – was beweist, dass beide füreinander Zuneigung hegen. Alex erkennt, dass er loslassen muss.
Parallel kommen ihm auch immer wieder Erinnerungsfetzen dahingehend, warum er damals überfahren wurde: Louie hatte 1964 Fotos gemacht, welche den jungen Richter Fenwick der Bestechlichkeit überführen. Zur Aufdeckung dessen stürmt Alex eine Gerichtsverhandlung unter der Leitung des gealterten Fenwick und beschuldigt diesen der Korruptheit. Philip, welcher ebenfalls anwesend ist, erkennt nun ebenfalls, dass Alex Louie ist, da nur er diese Zusammenhänge kennen kann. Während Philip Alex Kamera mit den Fotos holt, entsteht im Gerichtssaal ein Handgemenge, infolgedessen Alex eine Treppe hinunterstürzt und bewusstlos wird. Im Krankenhaus gelingt es dem Engel Omar dann, Alex endlich die „besondere“ Injektion zu versetzen, mit der er sein früheres Leben vergisst (und welche er eigentlich vor seiner Reinkarnation hätte erhalten sollen).
Als Alex erwacht, ist er nur er selbst – und hat nur Augen für die an seinem Bett wachende Miranda. Die Korruptionsaffäre Fenwicks ist bald die Top-Story in den Medien, was Ben Bradlee letztlich von Alex Fähigkeiten überzeugt und worauf er ihm eine Anstellung bei der Washington Post gibt.
Corinne und Philip heiraten endlich und auf der Hochzeit offenbart Alex Philip, dass er Miranda liebe.

## Kritiken
Die Redaktion von TV Guide schrieb, der Film sei eine amüsante, leichtherzige romantische Komödie mit einigen inzestuösen Untertönen. Sie gehöre zu den besten Körpertausch-Filmen der späten 1980er Jahre. Die Handlung sei nicht ganz glaubwürdig, aber das Drehbuch sei nachdenklich und die Charaktere seien relativ komplex.
Filmdienst schrieb, der „frivole Ausgangspunkt“ diene als „Aufhänger für eine überwiegend amüsante, leichte und leise Komödie“, die mit „kriminalistischem Einschlag und kritischen Seitenhieben“ – darunter auf New Age – angereichert sei.
Die Zeitschrift Cinema schrieb, die „Fantasykomödie“ sei eine „bezaubernde und komische Romanze“ und ein „elegant erzählter Spaß“.

## Auszeichnungen
Der Film wurde für den Song After All im Jahr 1990 in der Kategorie Bester Song für den Oscar nominiert. Der gleiche Song wurde 1990 für den Golden Globe Award nominiert und gewann den BMI Film & TV Award.

## Hintergründe
- Sänger Rod Stewart steuert das Lied „Forever young“ zum Soundtrack bei.
- Die Figur des Ben Bradlee gab es wirklich: er war einer der Aufdecker der Watergate-Affäre. Es gab Bestrebungen, dass Bradlee sich im Film selbst verkörpern sollte. Dies zerschlug sich letztlich, da Bradlee, der das Skript liebte, sich an der allzu deftigen Ausdrucksweise störte, welche das Drehbuch ihm in den Mund legen wollte.
- Für die Hauptrolle war kurzzeitig Rob Lowe im Gespräch.
- Der Film wurde in Washington, D.C., in Maryland und in den Culver Studios (Culver City) gedreht.[4] Er spielte in den Kinos der USA ca. 16,3 Millionen US-Dollar ein.[5]